# 金斑項鰭魚
金斑項鰭魚，為輻鰭魚綱鱸形目隆頭魚亞目隆頭魚科的其中一種，分布於中太平洋東部的馬克薩斯群島海域，棲息深度15-17公尺，體長可達12.9公分，棲息在沙底質海域，當受驚嚇時會躲入沙中，生活習性不明。

## 擴展閱讀
維基物種上的相關：金斑項鰭魚